# Петелино (Ивняковское сельское поселение)
Петелино — деревня Ивняковского сельского поселения Ярославского района Ярославской области.

## География
Деревня расположена на правом берегу реки Норы в окружении сельскохозяйственных полей. Граничит с деревнями Ченцы, Скоково, Порошино.

## История
В 2006 году деревня вошла в состав Ивняковского сельского поселения образованного в результате слияния Ивняковского и Бекреневского сельсоветов.

## Население
| 2007 | 2010 |
| ---- | ---- |
| 21   | ↘3   |

### Историческая численность населения
По состоянию на 1859 год в деревне было 9 домов и проживало 52 человек.
По состоянию на 1989 год в деревне проживало 8 человек.

### Национальный и гендерный состав
Согласно результатам переписи 2002 года, в национальной структуре населения русские составляли 100 % из 2 чел., из них 1 мужчина, 1 женщина.
Согласно результатам переписи 2010 года население составляют 1 мужчина и 2 женщины.

## Инфраструктура
Основа экономики — личное подсобное хозяйство. По состоянию на 2021 год большинство домов используется жителями для постоянного проживания и проживания в летний период. Вода добывается жителями из личных колодцев. Имеется таксофон (около дома №9).
Почтовое отделение №150504, расположенное в деревне Пестрецово, на март 2022 года обслуживает в деревне 34 дома.

## Транспорт
Поворот на деревню с трассы «Ярославль — Тутаев», въезд в деревню после деревни Ченцы. После Петелино по дороге деревня Скоково.